# 片桐健太
片桐 健太（かたぎり けんた、1971年10月10日 - ）は、日本の男性声優。埼玉県出身。
以前はアーツビジョンに所属していた。

## 出演作品

### テレビアニメ
1996年
- 逮捕しちゃうぞ（ヨウタ）

1998年
- ふしぎなメルモ（男の子）
- 魔術士オーフェン（男D）
- LET'S ぬぷぬぷっ（釜本英雄、生徒、中村、田中勝利）

1999年
- 逮捕しちゃうぞ Special（男、生徒）
- ∀ガンダム（少年D）

2000年
- ブギーポップは笑わない Boogiepop Phantom（中学生達）

2001年
- 機動天使エンジェリックレイヤー（クラスメイト）

### OVA
1997年
- プリンセス・ルージュ（藤川隆志）

### 劇場アニメ
1997年
- 劇場版 天地無用! 真夏のイヴ

### ゲーム
1999年
- Little Lovers SHE SO GAME（中谷勝一、野球場の売り子、サッカー場の係員、図書委員、文化祭の客）

2000年
- サモンナイト（イリアス）
- ダーククラウド

### ドラマCD
- 紅茶王子（生徒）
- 私立ジャスティス学園 ドラマアルバム 〜ねらわれた太陽学園 熱血死闘編〜（まさる、ヒロカズ、不良3、駅アナ）
- Little Lovers（陸上部員）

### 吹き替え
1999年
- ドーソンズ・クリーク
- 夢みる小犬ウィッシュボーン（ドルー）

2000年
- ドーソンズ・クリーク（トレイ、クリスティの彼氏）

2001年
- ドーソンズ・クリーク（高校生）

### 吹き替え（アニメ）
1999年
- くまのパディントン
- スーパーマン（ジミー・オルセン〈初代〉、レックス・コープ社員）